# La Pantera (poema)
La Pantera (subtítulo: En el Jardin des Plantes, París ) es un poema cosa de Rainer Maria Rilke, escrito entre 1902 y 1903 en la era del modernismo clásico, concretamente del simbolismo. En tres estrofas, se describe una pantera enjaulada, como se exhibe en la ménagerie del Jardin des Plantes de París.
Rilke escribió el poema en 1902 o 1903, la fecha exacta es desconocida. Como precursores del poema se encuentran el boceto en prosa Der Löwenkäfig (La jaula del león), publicado en 1947 en el libro Rilke und die bildende Kunst (Rilke y las artes plásticas). y el poema Die Aschanti (Los asante) en Buch der Bilder (El libro de las imágenes).
El subtítulo En el Jardin de plantes de París hace referencia al lugar de origen del poema. En el jardín botánico también se exhibían animales exóticos, incluida una pantera en una jaula. En el poema, Rilke describió por primera vez una "cosa" (Dingbeschreibung), en este caso un animal. Otra fuente de inspiración fue el molde de yeso de una pantera, que se encontraba  en el estudio de Auguste Rodin, sobre el que Rilke narró en una carta de 1902 a su esposa.
La Pantera se publicó por primera vez en la revista mensual Deutsche Arbeit de Praga en septiembre de 1903. La colección de poemas de Rilke Neue Gedichte (Nuevos poemas), publicada en 1908, contiene La Pantera como el poema más antiguo de Rilke, entre los publicados en el libro. Se encuentra después de los poemas El Prisionero I y II y antes del poema La Gacela.

DER PANTHER

IM JARDIN DES PLANTES, PARIS

Sein Blick ist vom Vorübergehn der Stäbe

so müd geworden, daß er nichts mehr hält.

Ihm ist, als ob es tausend Stäbe gäbe

und hinter tausend Stäben keine Welt.

Der weiche Gang geschmeidig starker Schritte,

der sich im allerkleinsten Kreise dreht,

ist wie ein Tanz von Kraft um eine Mitte,

in der betäubt ein großer Wille steht.

Nur manchmal schiebt der Vorhang der Pupille

sich lautlos auf –. Dann geht ein Bild hinein,

geht durch der Glieder angespannte Stille –

und hört im Herzen auf zu sein.
La Pantera

En el Jardín de Plantas de París 

Su mirada está del paso de las barras

tan cansada, que ya nada retiene.

Es como si mil barras hubiera

y detrás de las mil barras ningún mundo.

La marcha suave  de pasos flexibles y fuertes,

girando en el más pequeño círculo,

es como una danza de fuerza en torno a un centro,

en que se yergue una gran voluntad narcotizada.

Sólo a veces, se abre en silencio el velo

de la pupila. - E ingresa entonces una imagen:

recorre la tensa quietud de sus miembros

y en el corazón su existencia acaba.

## Análisis
La Pantera es considerado el poema cosa más famoso de Rilke, en el que el poeta se convierte en el intérprete de "cosas mudas", siguiendo el ejemplo de Rodin. Es interesante que el sustantivo "pantera" aparezca solo en el título. En el transcurso del poema solo se emplean pronombres y descripciones del animal. En las tres estrofas se describen la apariencia y movimientos de la pantera: "El poema comienza con la mirada: la mirada del yo lírico descriptivo pasa inmediatamente a la mirada del objeto observado. La mirada no se dirige a los ojos, sino inmediatamente a la función corporal interpretada  [...] En otras palabras, el poema no describe lo que alguien ve o puede ver, sino lo que alguien, en nuestro caso, el yo lírico, interpreta como la condición interior a partir de características externas."
En la primera estrofa hay una triple repetición de "Stäbe" ("barras" / versos 1, 3, 4) y al mismo tiempo una "ä"-asonancia: "hält" ("retiene" / verso 2) y "gäbe" ("hubiera" / verso 3). La repetición y la asonancia hacen que el texto deba leerse a un ritmo lento. Esto provoca una impresión más intensa con respecto a la monotonía del cautiverio. También es interesante la personificación de las barras en el primer verso, aquí se habla  “del paso de las barras". De hecho, sin embargo, este proceso es desencadenado por el movimiento de la pantera. Este recurso estilístico enfatiza la pasividad de la pantera e indica su dependencia del medio ambiente. Un animal cautivo depende de la ayuda externa, por ejemplo para su alimentación. La mirada de la pantera está personificada: "su mirada está tan cansada [...] que ya nada retiene". La privación de libertad se expresa en la primera estrofa a través de ese ritmo lánguido. Ya está claro aquí que el mundo exterior ya no existe para la pantera, que ha sido separada de él y está en su propia esfera.
En el primer verso de la segunda estrofa hay una aliteración: "Gang" ("andar"), "geschmeidig" ("flexible"). El adjetivo "flexible" evoca la imagen de la gracia del animal en el lector. La descripción de este elegante movimiento refuerza aún más el contraste con el cautiverio. El superlativo „im allerkleinsten Kreise“ ("en el círculo más pequeño", verso 6)  ilustra el contraste entre la pantera, que está hecha para una vida en libertad, y el estar encerrada en un espacio mínimo. La comparación „wie ein Tanz von Kraft“ ("es como una danza de fuerza", verso 7) evoca la imagen del poder de la pantera. La danza generalmente representa la alegría de vivir y la expresión emocional, así se hace evidente el poder potencial que hay en el animal. La paradoja "betäubt ein großer Wille“ ("una gran voluntad narcotizada", verso 8) representa la supresión de la fuerza vital del animal.
La tercera estrofa da la pauta, ya en el primer verso, de la relación del animal con el mundo exterior: la metáfora „der Vorhang der Pupille“ ("el velo de la pupila") describe la percepción limitada del animal en cautiverio, cuya mirada renuncia a aquello que lo rodea. Las cosas a su alrededor simplemente suceden, sin que pueda ejercer influencia alguna sobre ellas. Si bien, cada tanto, una imagen atraviesa la pupila, resaltando una vez más la pasividad de la pantera, no ocasiona ninguna reacción en ella, ya que no alcanza su interioridad ("corazón"),
La monótona uniformidad de las tres estrofas es sorprendente. La métrica yámbica constante con sus sílabas tónicas, la rima cruzada (abab, cdcd, efef) y la alternancia de cadencias sordas y sonoras simbolizan por un lado el paso constante de la pantera y por otro lado la interminable cadena de barrotes de la jaula frente a ella. Sólo el último verso, con sus cuatro sílabas tónicas, es una excepción. Se puede suponer que Rilke estaba tratando de expresar el cese de la percepción en el corazón de la pantera.
De acuerdo a Luke Fischer, el poema se interpretó durante mucho tiempo como la transferencia de sentimientos humanos a un animal, que, por lo tanto, se relacionaría con personas o, específicamente, con la biografía de Rilke: el sentimiento de encarcelamiento correspondería al sentimiento de Rilke y su soledad en París. Fischer, por su parte, destaca que Rilke entiende al animal como un ser con interioridad y relativa libertad, y en su análisis deja claro que Rilke ve a la pantera anticipando el modelo de entorno zoológico y biosemiótico de Jakob Johann von Uexküll, utilizando las percepciones de la pantera, y entiende su comportamiento como una unidad: la pantera ya no puede actuar activamente por la limitación de sus percepciones, se destruye la interacción entre estímulo ambiental y acción, y con el propio ser vivo, que sólo existe como un todo en esa Interacción.

## Recepción en la música y el cine
- Luis Cernuda publicó en 1942 un libro de prosa poética llamado Ocnos, allí se encuentra un texto, Pantera, inspirado en el poema de Rilke. "El texto describe gradualmente en tercera persona la visión de una pantera, símbolo de perfecta belleza destructora enjaulada por el ser humano, que sirve de escaparate al público que la contempla y aniquila su potencia y su libertad y en la que Cernuda ve la manifestación de su yo profundo aprisionado por la jaula que le impone la sociedad. Con la imagen del animal enjaulado, Cernuda puede querer denunciar en tono apesadumbrado la falta de libertad y la situación social del poeta moderno. El título “Pantera” puede estar tomado de un poema de Rilke del mismo nombre con el que se encuentra gran parecido."[17][18]
- En 1949, el compositor alemán Karl Marx puso música a Der Panther y otros poemas de Rilke para voz baja y piano Op. 50/1.[19]
- En la película Awakenings (Despertares) de 1990, el poema enmarca una escena clave.[20] Véase también la descripción del caso Leonard L. en el libro original Awakenings (1982) de Oliver Sacks.[21]
- En la película Otra mujer de Woody Allen, el poema se cita como una metáfora de la vida interior del personaje principal.[22]
- Panther, del artista serbio criado en Frankfurt Vuk Jevremovic fue nominada al Oscar como mejor cortometraje de animación,[23][24]
- En 2001, Otto Sander recitó el poema para el Proyecto rilke.[25]
- La pantera se cita en una canción del rapper Chaoze One del mismo nombre.[26]
- Rantanplan, una banda de ska-punk con sede en Hamburgo, musicalizó el poema en su álbum Koepfer de 1998.[27]
- Udo Lindenberg puso música al poema en el álbum Der Exzessor en 2000.[28]
- Oliver Kahn recitó el poema en un documental autobiográfico de 2006.[29][30]
- El poema forma parte de la letra de la canción Der Panther (2014) de la banda Letzte Instanz.[31]
- La banda AnnenMayKantereit utiliza el primer verso ligeramente modificado (en lugar de Stäbe, se canta la ciudad ) en la canción Marie (2018).
- Reinhardt Repkes Club der Toten Dichter es un proyecto que musicaliza obras de la poesía alemana. En el álbum de 2010 Ein Wunders Melodie se presenta una versión del poema.[32]
- La banda de jazz alemana de Lucs también ha musicalizado el poema.[33]
- El 26 En febrero de 2021, Nino de Angelo lanzó una canción del mismo nombre en el álbum Gesegnet und verflucht (Bendito y maldito), en la que utiliza los versos y los complementa con un estribillo propio.[34]